# Hymedesmia thielei
Hymedesmia thielei är en svampdjursart som beskrevs av Alander 1942. Hymedesmia thielei ingår i släktet Hymedesmia och familjen Hymedesmiidae. Inga underarter finns listade i Catalogue of Life.